# Erzbach (Aare)
Der Erzbach ist ein etwa 5½ Kilometer langer Bach an der Grenze der Kantone Aargau und Solothurn, der aus dem Juragebirge zum Jurasüdfuss fliesst, wo er von links in die Aare mündet. Er ist ein mittelsteiles, mittleres Fliessgewässer des kollinen, karbonatischen Juras.
Der Bach markiert seit bald tausend Jahren eine Hoheitsgrenze.

## Name
Seinen Namen verdankt er dem im Mittelalter in seinem Einzugsgebiet betriebenen Abbau von Eisenerz.

## Geographie

### Verlauf
Der Erzbach entspringt in einem kleinen Seitental nördlich des Bergzuges «Egg» im Inneren des südlichsten Gebirgszuges des Faltenjuras. Die Quelle liegt in der Aargauer Gemeinde Erlinsbach. Die Bäche, aus denen der obere Teil des Gewässersystems des Erzbachs besteht (mit Zwiselbach, Hohlenbächli, Chrüpfseil), räumten bei der Entstehung des Juragebirges in dieser Antiklinale ein Talsystem aus, das einer Halbklus gleicht. Der Ursprung des Erzbachs liegt im Tal «Hinteregg» im östlichsten Abschnitt dieses Bereichs. Der Bach fliesst durch das Tal einen Kilometer gegen Westen zum Laurenzenbad, einem ehemaligen Kurort, und dann etwas mehr als einen Kilometer nach Süden zur Siedlung Breitmis, die im engen Einschnitt durch die südliche Flanke der Jurakette liegt. An dieser Stelle mündet von rechts der Zwiselbach in den Erzbach. Dem Nebenbach folgt von der Berghöhe bei der Klinik Barmelweid die Kantonsgrenze, und vom Zusammenfluss an liegt die Grenze im Erzbach.
Das Juragebiet bis zur Klus von Beitmis befindet sich im Landschaftsschutzgebiet «Aargauer und östlicher Solothurner Faltenjura», das im Bundesinventar der Landschaften und Naturdenkmäler von nationaler Bedeutung (BLN) verzeichnet ist. Durch das Engnis Breitmis verläuft die Hauptstrasse 536, die von Erlinsbach aus zum Passübergang der Salhöhe und weiter gegen Norden nach Kienberg führt. Die Strasse folgt in Erlinsbach teilweise dem Erzbach, den sie zweimal überquert.
Am Jurafuss fliesst der Erzbach zwei Kilometer weit durch das Siedlungsgebiet, das von der Kantonsgrenze in die Aarauer Ortschaft Erlinsbach links vom Gewässer und das solothurnische Erlinsbach rechts davon getrennt wird. Im Dorfgebiet ist der Bach stellenweise eingedolt, zahlreiche Brücken überspannen den Bachgraben, die wichtigste ist die hohe Bogenbrücke der Hauptstrasse 266 von Erlinsbach nach Aarau. Wenig unterhalb dieser Brücke steht im Bachgraben die historische Höllmühle.
Südlich der Siedlung erreicht der Erzbach die Flusslandschaft der Aare. Bei den Aumatten fliesst er in einem Kanal am nördlichen Rand der Ebene gegen Osten. Früher floss er frei durch die Auenlandschaft zur Aare. Später folgte sein Lauf den Hangkanten an den Schotterterrassen auf der Nordseite. Nach dem Bau des Kraftwerks Aarau wurde er auf einem kürzeren Weg in dessen Oberwasserkanal geleitet. Seither weicht die Kantonsgrenze im letzten Abschnitt vom Bachbett ab und verläuft bei den Färbermatten östlich davon.

### Einzugsgebiet
Das 12,4 km² grosse Einzugsgebiet des Erzbachs liegt am südöstlichen Rand des Juragebirges und wird durch ihn über die Aare und den Rhein zur Nordsee entwässert.
Es grenzt
- im Nordosten an das Einzugsgebiet des Aabachs, der in die Aare mündet;
- im Osten an das des Rombachbächlis, das ebenfalls in die Aare mündet;
- im Südosten an das des kleinen Aare-Zuflusses Häsibach;
- im Südwesten an das des Steinenbachs, der auch in die Aare mündet;
- im Westen an das des Stüssligerbachs, der über den Stegbach in die Aare entwässert;
- im Nordwesten an das der Ergolz, die in den Rhein mündet, und
- im Norden an das Einzugsgebiet des Dorfbachs und an das des Wölflinswiler Bachs, die beide über den Bruggbach und die Sissle in den Rhein entwässern.

Das Einzugsgebiet besteht zu 49,1 % aus bestockter Fläche, zu 37,0 % aus Landwirtschaftsfläche, zu 12,8 % aus Siedlungsfläche und zu 1,1 % aus unproduktiven Flächen.
Die mittlere Höhe des Einzugsgebiets beträgt 602 m ü. M., und die höchste Erhebung ist die Geissflue mit einer Höhe von 963 m ü. M. im Nordwesten des Einzugsgebiets.

### Zuflüsse
- Salzlache (rechts), 0,7 km
- Höhlenbächli (rechts), 0,5 km
- Zwiselbach (rechts), 1,5 km, 2,65 km²
- Eienbächli (rechts), 0,2 km
- Hohlengrabenbächli (rechts), 0,6 km
- Gerenbach (links), 2,2 km, 2,75 km²
- Hüsibächlein (links), 0,9 km

## Hydrologie
An der Mündung des Erzbachs in die Aare beträgt seine modellierte mittlere Abflussmenge (MQ) 210 l/s. Sein Abflussregimetyp ist pluvial jurassien, und seine Abflussvariabilität beträgt 26.

## Geschichte

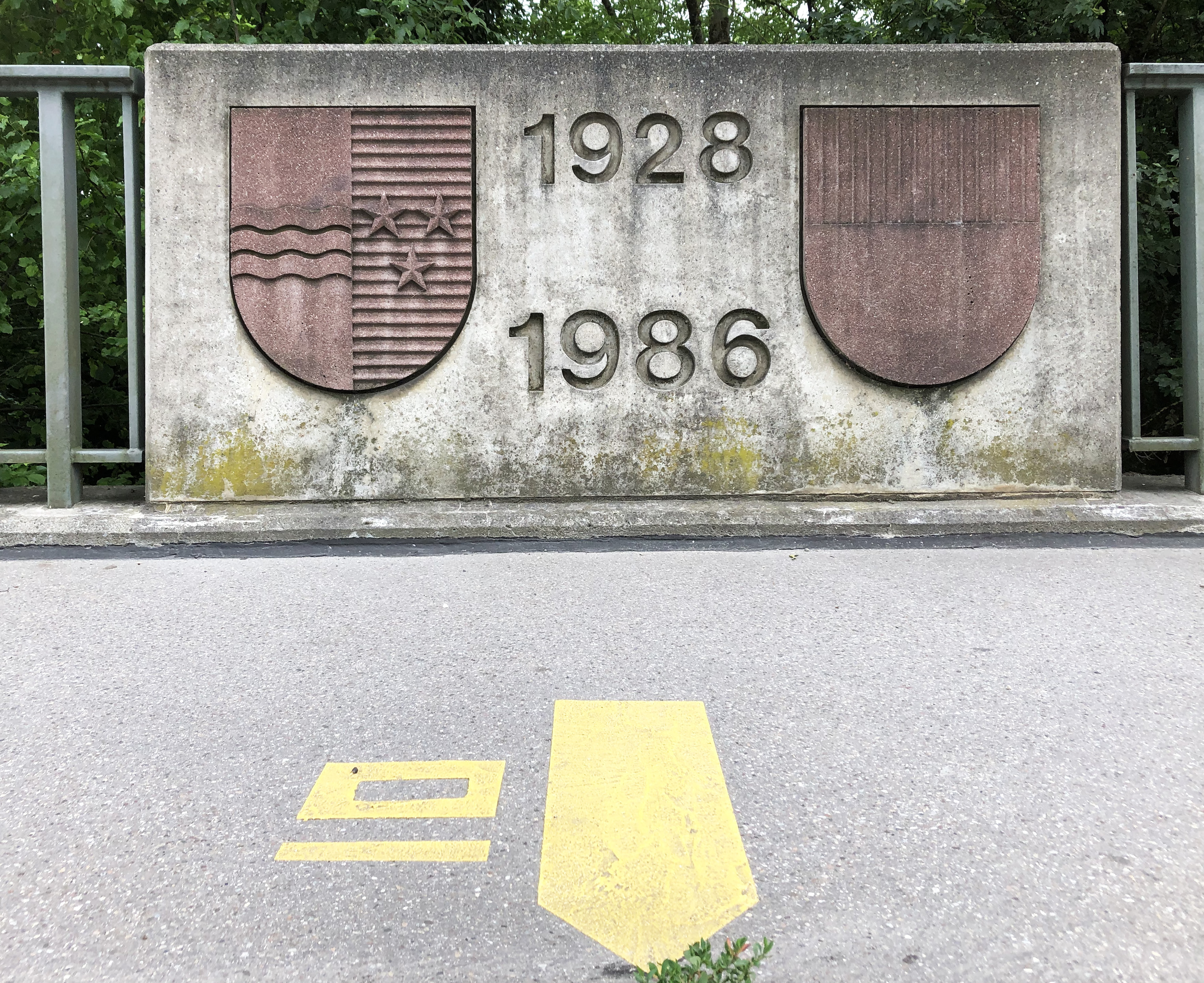
Grenzzeichen auf der Strassenbrücke über den Erzbach in Erlinsbach

Eine Hoheitsgrenze am Unterlauf des Erzbachs besteht seit dem 11. Jahrhundert. König Heinrich IV. belehnte 1080 Burkhard von Fenis, Bischof von Basel, mit der Herrschaft über die Grafschaft Buchsgau, die sich von der Siggern, einem andern Zufluss zur Aare, bis nach Erlinsbach erstreckte. Im 15. Jahrhundert kam das Gebiet im Buchsgau westlich des Erzbachs in den Besitz der Stadt Solothurn. Die Region östlich des Baches bildete das Amt Biberstein, das im 16. Jahrhundert in das Territorium von Bern eingegliedert wurde und 1798 im Bezirk Aarau aufging.
Am Abhang des Juras schnitten die Bäche eisenerzführende Gebirgsschichten an, weshalb im Mittelalter in der Umgebung in kleinen Gruben und Stollen Erz abgebaut wurde. Am Erzbach befanden sich Erzwäschen und mit Wasserkraft angetriebene Schmelzöfen. Der Gewässername «Erzbach» wird in einer historischen Quelle aus dem 14. Jahrhundert zum ersten Mal erwähnt. Noch in jüngerer Zeit fand man im Bachbett Schlackenreste. Im Hügelgebiet östlich des Erzbachtales war bis in die Neuzeit das Eisenbergwerk Küttigen in Betrieb.
Die Strasse von Erlinsbach dem Erzbach entlang nach Breitmis ist ein Stück der alten, seit dem Mittelalter benützten Wegroute über die Rosmaregg und den Schafmattübergang, die als Fussweg von Basel nach Aarau bekannt war und im 19. Jahrhundert zu Gunsten der Strasse über die Salhöhe aufgegeben wurde.